# Unteres Schloss Neuhausen

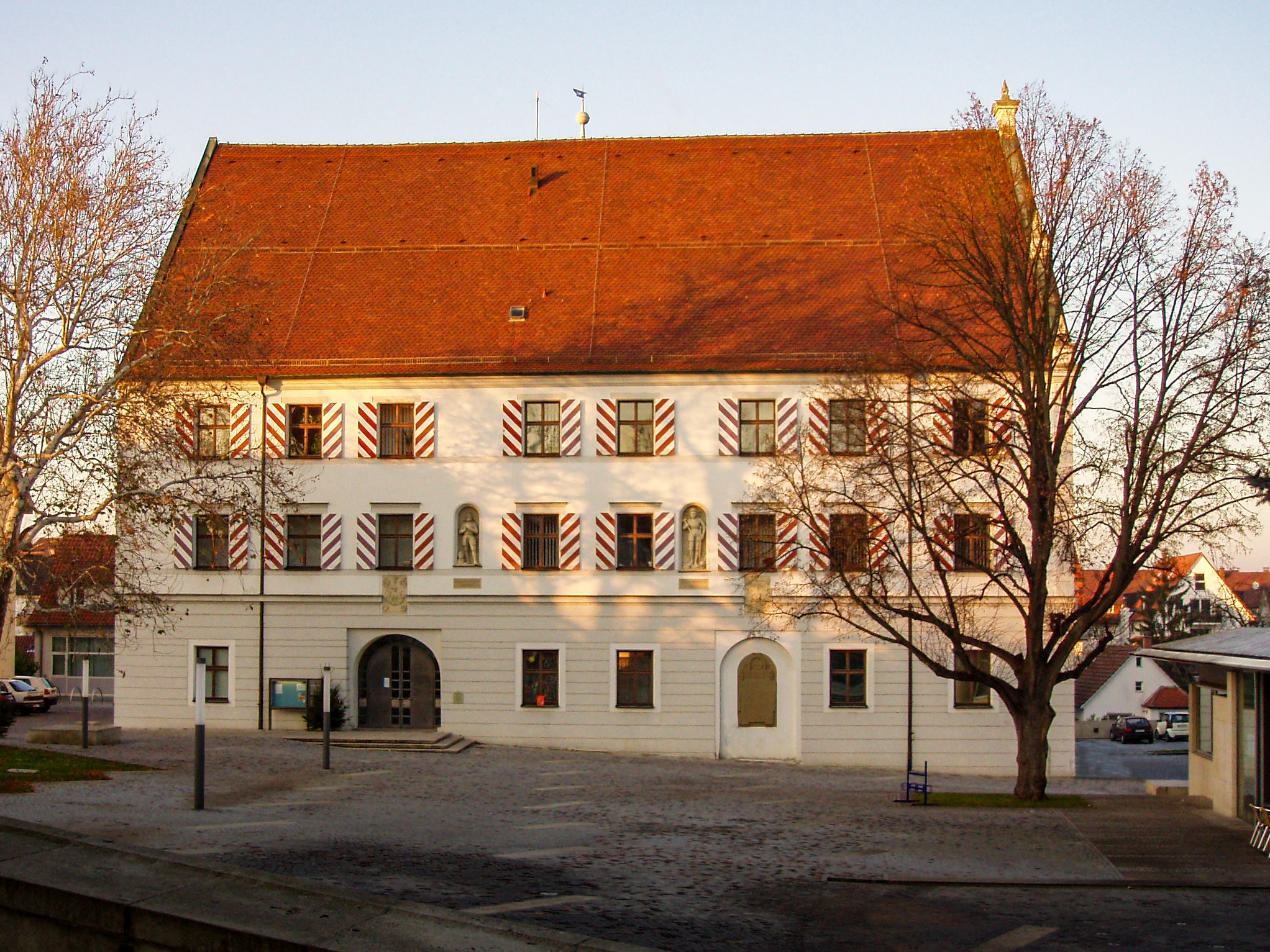
Unteres Schloss Neuhausen

Das Untere Schloss Neuhausen ist ein ehemaliges Landadel-Schloss in der Gemeinde Neuhausen auf den Fildern im baden-württembergischen Landkreis Esslingen. Das gut erhaltene Schloss aus der Zeit der Renaissance wird als Rathaus genutzt. 

## Lage und Beschreibung
Das Untere Schloss befindet sich am Schlossplatz in der Ortsmitte von Neuhausen, nur etwa 100 Meter nordöstlich des älteren Oberen Schlosses. 
Das weiß gestrichene, dreistöckige Renaissancegebäude mit rotem Satteldach zieren mehreren Ritterfiguren; über den Eingängen sind kunstvolle Wappensteine derer von Neuhausen eingelassen.

## Geschichte
Das Schloss wurde 1567 von den Herren von Neuhausen errichtet, die mit Berthold von Neuhausen (Bertoldus de Niwenhusin) erstmals 1153 im Gefolge der Staufer erschienen. Später waren sie Dienstmannen (ministeriales) der Grafen von Hohenberg. Die Neuhauser waren im Stuttgarter Raum begütert, besaßen Hofen als württembergisches Lehen und zeitweise gehörte ihnen auch Alfdorf, dessen Oberes Schloss sie errichtet hatten. Eng verbunden waren die Herren von Neuhausen mit den Habsburgern, unter deren Oberhoheit Neuhausen stand. Aus diesem Grund schlossen sich die Neuhauser auch nicht der Reformation an, sondern blieben altgläubig. Die Folge war, dass ihre Dörfer Hofen, Neuhausen und Oeffingen katholische Exklaven im evangelischen Alt-Württemberg bildeten. Neuhausen war in den Ritterkanton Neckar-Schwarzwald immatrikuliert. Im 18. Jahrhundert geriet das Geschlecht durch Skandale und finanzielle Probleme in eine Krise. Wegen hoher Schulden musste Freiherr Joseph Athanasius von Neuhausen das Dorf Hofen 1753 an Carl Eugen von Württemberg verkaufen. Er starb ein Jahr später und hinterließ nur mehrere unehelich geborene Söhne, die ihm die Handwerkertochter Anna Maria Goldner geschenkt hatte. Die Söhne verzichteten 1754 zugunsten derer von Rotenhan auf alle Ansprüche und erhielten für den Rechtsverlust eine Entschädigung. Die Rotenhan verkauften ihre schwäbischen Besitzungen 1769 an das Bistum Speyer, dessen rechtsrheinische Gebiete durch den Reichsdeputationshauptschluss 1803 an Baden fielen. 1806 traten die Badener Neuhausen im Zuge einer weiteren „Flurbereinigung“ an Württemberg ab. Bis 1815 diente das Schloss als Sitz eines Kameralamts mit Fruchtkasten. 1838 verkaufte der Staat dem Tapetenfabrikant Hausmann das Schloss für 7.000 Gulden, der es 1844 wiederum für 10.000 Gulden der Gemeinde veräußerte. Es dient seitdem als Rathaus. Im 19. Jahrhundert waren in dem Gebäude auch noch die Dorfschullehrer einquartiert.

Bilder
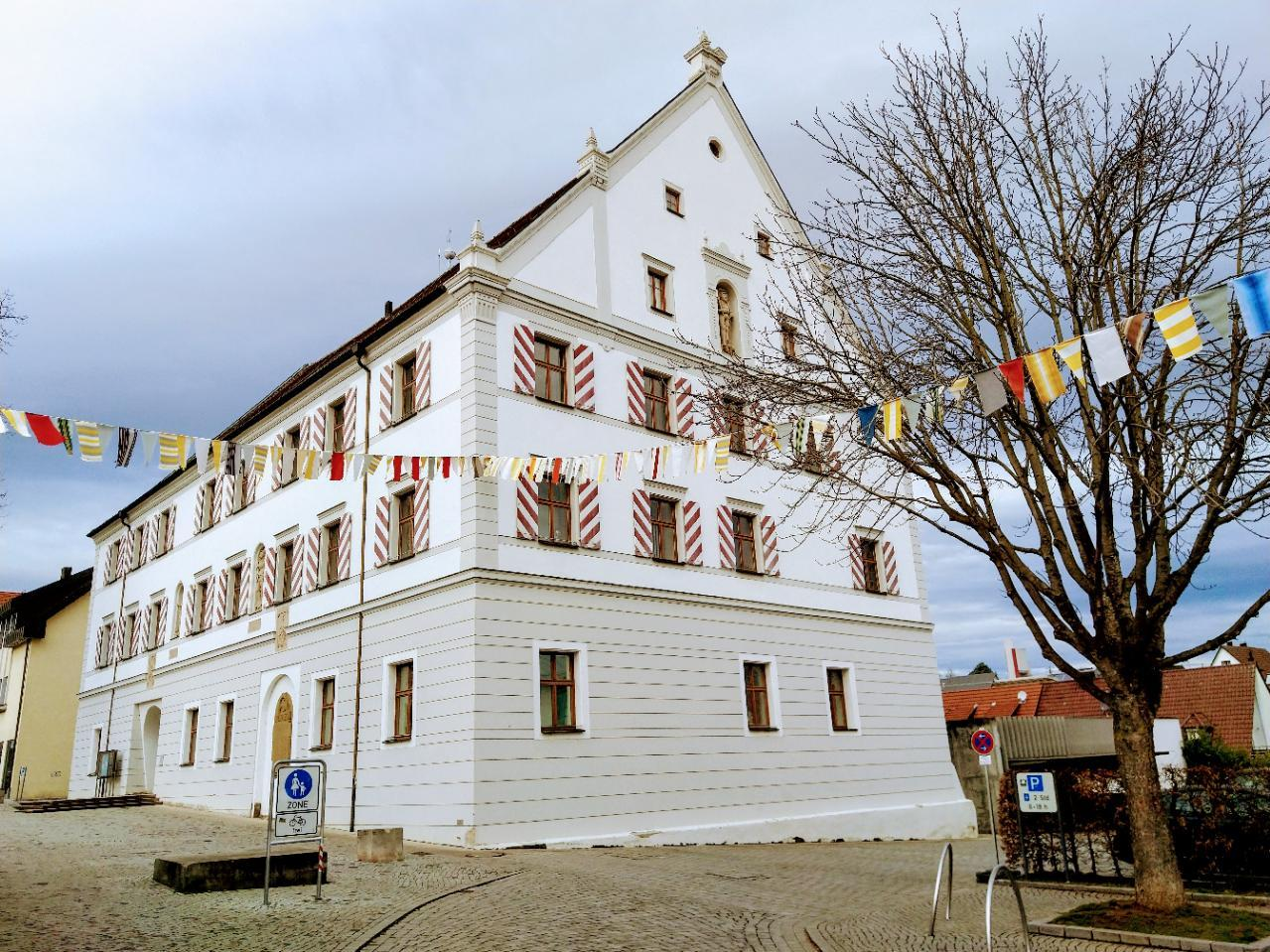
Ansicht von Osten
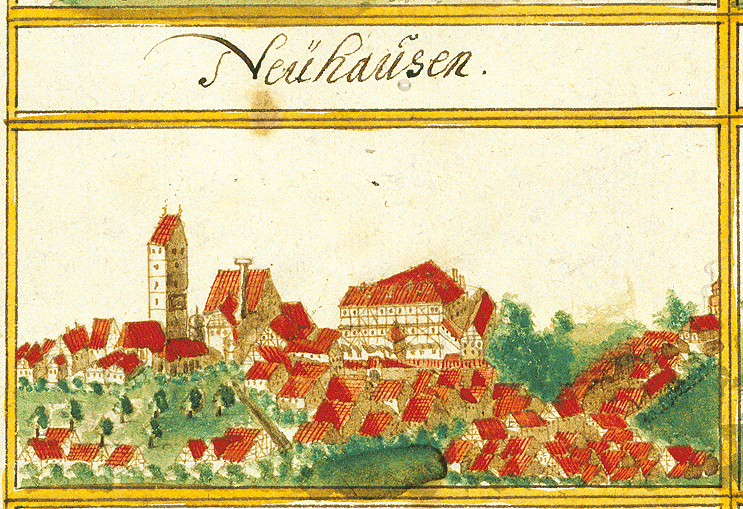
Ansicht aus dem Forstlagerbuch von Andraes Kieser (1686)
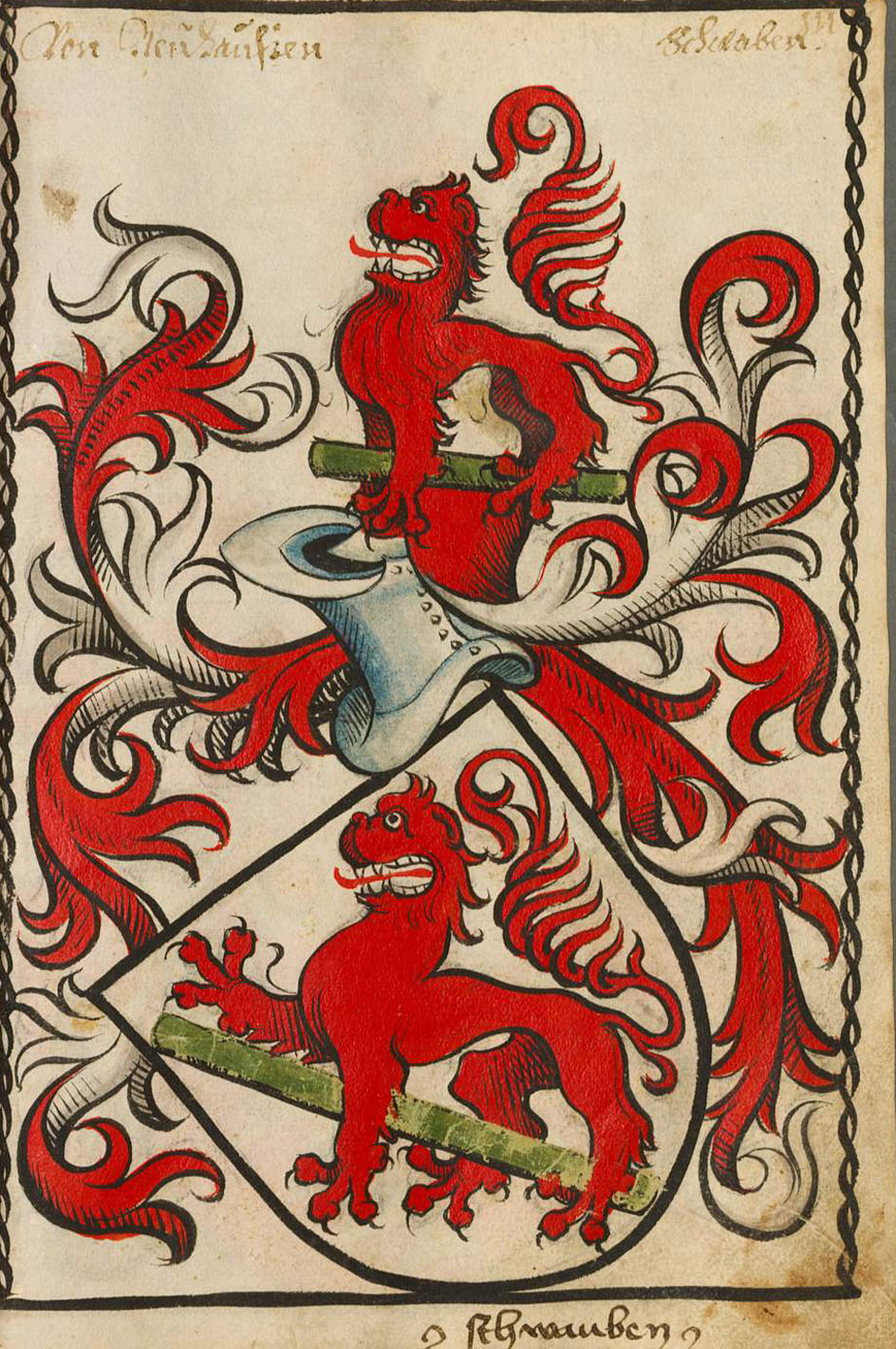
Wappen derer von Neuhausen aus Scheiblers Wappenbuch
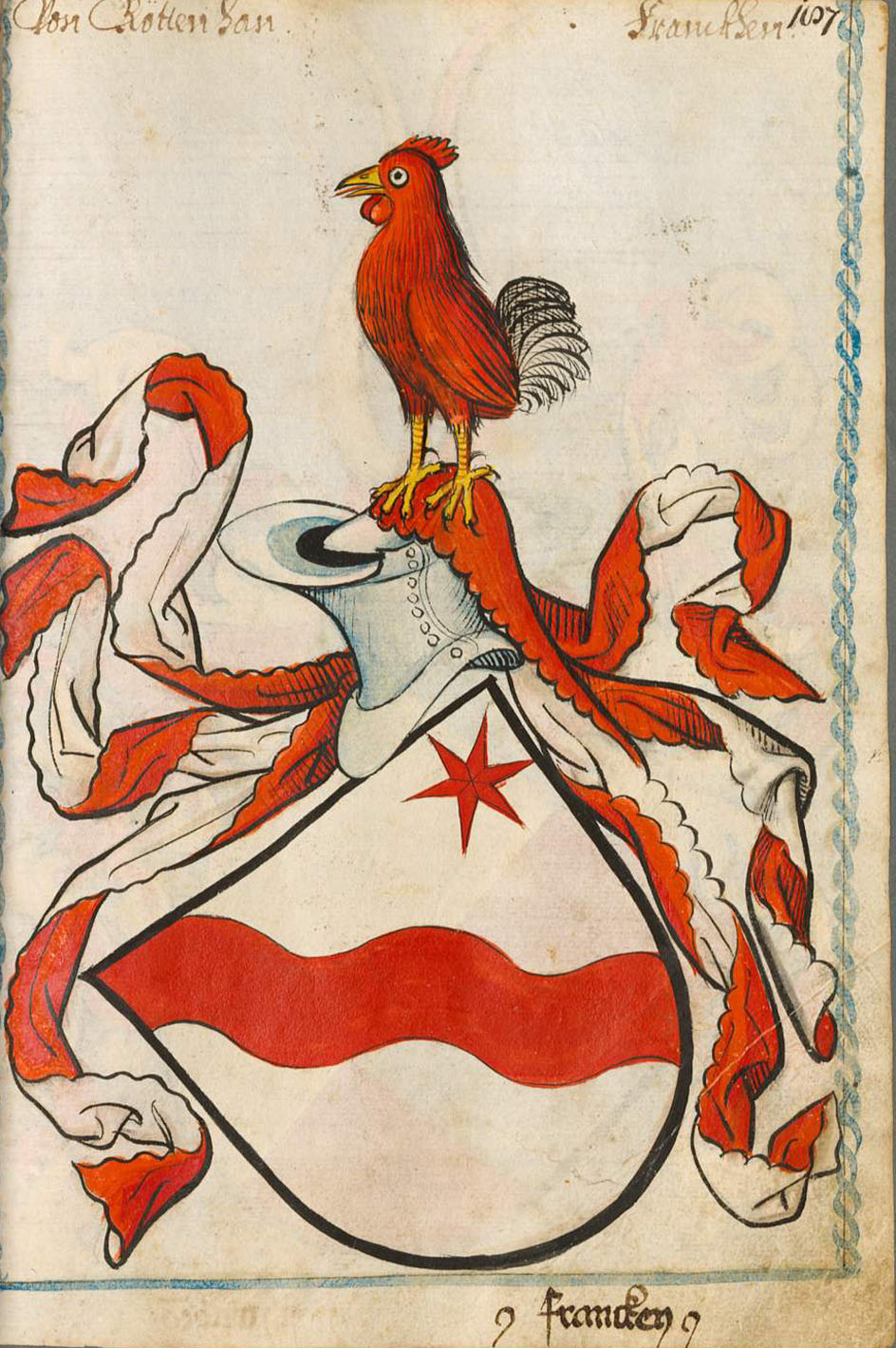
Wappen der Rotenhan